# Cicindela unipunctata
Cicindela unipunctata este o specie de insecte coleoptere descrisă de Fabricius în anul 1775. Cicindela unipunctata face parte din genul Cicindela, familia Carabidae. Această specie nu are alte subspecii cunoscute.